# Uzi Hitman
Uzi Hitman (nascido em 9 de junho de 1952, falecido em 16 de outubro de 2004) era um cantor, compositor e escritor de lírica israelense na língua hebraica.
Sua carreira começou em 1976 e tornou se um dos artistas mais populares no país na década de 1980 e 1990s.  As suas mais famosas canções são Noladati Lashalom (ou "Nasci para a paz"), Ratziti Sheteda (ou "Queria que você soubesse") e Kan (ou "Aqui") que, interpretada por Duo Datz, alcançou o 3º lugar no Festival Eurovisão da Canção 1991. Uzi Hitman também apresentava programas de televisão infantil como Parpar Nechmad e Hopa Hey. Ele morreu de infarto de coração e está enterrado em Petach Tiqwa.